# 143 aC
El 143 aC  va ser un any del calendari romà prejulià. Durant la República i l'Imperi Romà es coneixia com l'Any del Consolat de Pulcre i Metel Macedònic o també any 611 Ab urbe condita o de la fundació de la ciutat). L'ús del nom «143 aC» per referir-se a aquest any es remunta a l'alta edat mitjana, quan el sistema Anno Domini va ser el mètode de numeració dels anys més comú a Europa.

## Esdeveniments

### Judea
- Simó Macabeu succeeix al seu germà Jonatan Macabeu com a summe sacerdot i rei Judea, quan aquest és detingut per Diòdot Trifó perquè tenia por que no passés al costat de Demetri II Nicàtor altre cop.[2]

### República Romana
- Aquest any són elegits cònsols Api Claudi Pulcre i Quint Cecili Metel Macedònic.[3]
- Claudi Pulcre amb l'ambició de celebrar un triomf, ataca els salasses, una tribu alpina, sense cap motiu. Al principi el derroten, però després, seguint les indicacions dels llibres sibil·lins, obté la victòria. El Senat li refusa el triomf i el celebra a les seves expenses. Quan un tribú el vol fer baixar del carro, la seva filla Clàudia, verge vestal i inviolable, es posa al seu costat per impedir-ho, fins a arribar al Capitoli.[4]

### Hispània
- Metel Macedònic és enviat a Hispània en el marc de les Guerres celtiberes, on s'enfronta als numantins que s'havien revoltat i inicia la Guerra de Numància. Intenta sense èxit prendre la ciutat, però aconsegueix subjugar totes les altres tribus dels arevacs.[5]

## Naixements
- Marc Antoni l'Orador, polític romà.[6]

## Necrològiques
- Zhou Yafu, general de la dinastia Han.[7]